# Horizontális koordináta-rendszer

Az azimut (vörös ív) és a magasság (zöld ív). A pólusok helyéből kiderül, hogy az északi féltekén van a megfigyelő.

A horizontális koordináta-rendszer egy csillagászati koordináta-rendszer, amelyben elhelyezhetőek az égbolton látható objektumok. Az égboltot gömb alakúnak látjuk, az égitestek látszólag ezen a gömbfelületen helyezkednek el, ezért a pozíciójukhoz elég az irányukat meghatározni. Ehhez két adatra van szükség; egy hosszúsági és szélességi koordinátára.
Alapsíkja a látóhatár síkja, két pólusa a zenit és a nadír. Egyik koordinátája az azimut (jele A), a zenitről nézve a déli irányból indulva az óramutató járásával egyező irányban 0°-tól 360°-ig mérik. A másik koordináta a magasság (jele h), a látóhatártól felfelé, a vertikális körön felfelé +90°-ig, lefelé –90°-ig számoznak. Ebben a rendszerben – az égbolt elforgása miatt – a megfigyelés helyétől és időpontjától függően folyamatosan változnak az objektumok koordinátái, tehát ez egy helyi koordináta-rendszer, szemben az abszolút II. ekvatoriális és ekliptikai rendszerekkel.